# Liste der Baudenkmäler in Kuckum
Die Liste der Baudenkmäler in Kuckum enthält die denkmalgeschützten Bauwerke auf dem Gebiet der Stadt Erkelenz im Kreis Heinsberg in Nordrhein-Westfalen (Stand: Oktober 2011). Diese Baudenkmäler sind in der Denkmalliste der Stadt Erkelenz eingetragen; Grundlage für die Aufnahme ist das Denkmalschutzgesetz Nordrhein-Westfalen (DSchG NRW).

| Bild               | Bezeichnung                 | Lage                        | Beschreibung | Bauzeit                     | Eingetragen seit  | Denkmal- nummer |
| ------------------ | --------------------------- | --------------------------- | --- | --------------------------- | ----------------- | --------------- |
| weitere Bilder     | Kath. Pfarrkirche Herz Jesu | Kuckum In Kuckum Karte      | Neugotische Backsteinkapelle mit Dachreiter. | 1890/91                     | 14. Mai 1985      | 196             |
| Kuckumer Mühle     | Kuckumer Mühle              | Kuckum In Kuckum 135 Karte  | Dreiflügelige Backstein Anlage, Türgewände erneuert. | 19. Jh.                     | 30. November 1983 | 304             |
| Wohnhaus           | Wohnhaus                    | Kuckum In Kuckum 25 Karte   | Reste einer vierflügeligen Hofanlage, giebelständiges Wohnhaus, Backstein zweigeschossig in vier Achsen, Krüppelwalm, Putzfassade mit Jugendstilornamenten. | 19., Anfang 20. Jahrhundert | 14. Mai 1985      | 197             |
| Wegekreuz von 1795 | Wegekreuz von 1795          | Kuckum Kuckumer Mühle Karte | Werkstein bemalt mit Korpus und Muschelnische mit Relief der Mater dolorosa, im Sockel Inschrift mit Jahreszahl.                                            | 1795                        | 14. Mai 1985      | 198             |